# بوب فريند (لاعب كرة قاعدة)
بوب فريند (بالإنجليزية: Bob Friend)‏ هو لاعب كرة قاعدة أمريكي، ولد في 24 نوفمبر 1930 في لافاييت في الولايات المتحدة، وتوفي في 3 فبراير 2019 في بيتسبرغ في الولايات المتحدة بسبب توقف القلب.

## وصلات خارجية
- بوب فريند على موقع دوري كرة القاعدة الرئيسي (الإنجليزية)
- بوب فريند على موقعبيزبول رفرنس.كوم (الدوري الرئيسي) (الإنجليزية)
- بوب فريند على موقعبيزبول رفرنس.كوم (الدوري الثانوي) (الإنجليزية)
- بوب فريند على موقع إي إس بي إن.كوم (أم.أل.بي) (الإنجليزية)